# Étrépagny
 Étrépagny  ist eine französische Gemeinde mit 3.677 Einwohnern (Stand 1. Januar 2022) im Département Eure in der Region Normandie; sie gehört zum Arrondissement Les Andelys und zum Kanton Gisors. Das Gemeindegebiet wird vom Flüsschen Bonde durchquert, das zur Lévrière entwässert.

## Geschichte
In Dokumenten schon aus der Merowingerzeit, die im Original meistens nicht erhalten sind, aber in jüngerer Geschichtsschreibung zitiert werden, erscheint Etrepagny schon ab 584 (D_Mer_028). Es handelt sich hier wie auch in den meisten späteren Dokumenten um Besitzbestätigungen für Klöster, die in "Stirpiniaco" ausgefertigt wurden (584 für das Kloster Saint-Denis bei Paris). Dies lässt darauf schließen, dass es hier einen merowingischen Königshof gab. Es folgen weitere Erwähnungen für die Jahre 625, 628, 629 (Dagobert I.) und 661 (DD_Mer_028-161, alle als Regesten verzeichnet in www.francia.ahlfeldt.se). Auch in einer (erhaltenen) Urkunde über Konzile in Pitres und Soissons von 862 ist "Stirpiniaco" erwähnt (MGH Conc. IV, 010). Nach der Erwähnung des Ortes in einer Schenkungsurkunde König Karls des Dicken von 864 für das Kloster Chelles (D_Charles_II, 263) schweigen die Quellen dann für lange Zeit.
Im 16. Jahrhundert gehörte der Ort der Herzogin von Longueville, Marie de Bourbon-Saint-Pol, und im 18. Jahrhundert der Familie von Anne Robert Jacques Turgot. 
Von 1870 befand sich in Étrépagny das Mutterhaus der Kongregation der Dominikanerinnen der Heiligen Katharina von Siena.

## Bevölkerungsentwicklung
| Jahr      | 1962 | 1968 | 1975 | 1982 | 1990 | 1999 | 2016 |
| Einwohner | 2501 | 2637 | 3074 | 3151 | 3671 | 3553 | 3816 |

## Sehenswürdigkeiten
- Schlossruine Étrépagny (12.–17. Jahrhundert), Monument historique[2]
- Kirche St-Gervais-St-Protais (14. Jahrhundert), Monument historique[3]
- Manoir de Mansigny (17. Jahrhundert), Monument historique[4]

## Persönlichkeiten
- Guillaume Crespin (V.) (um 1245/46–1313), Baron du Bec-Crespin, um 1282 Marschall von Frankreich, Baron du Bec, d’Etrépagny, Sire de Neauphle
- Louis Anquetin (1861–1932), Maler, geboren in Étrépagny

## Gemeindepartnerschaft
Mit dem irischen Städtchen Trim besteht eine Partnerschaft. 